# Aphyssura rustica
Aphyssura rustica är en tvåvingeart som beskrevs av Norris 1999. Aphyssura rustica ingår i släktet Aphyssura och familjen spyflugor. Inga underarter finns listade i Catalogue of Life.